# Licence Apache
Pour les articles homonymes, voir Apache.
La licence Apache est une licence de logiciel libre et open source créée par l'Apache Software Foundation (ASF). Elle définit les conditions d'utilisation, de modification et de distribution des logiciels sous cette licence. Initialement développée en 1995 pour le serveur web Apache, elle est désormais largement utilisée pour de nombreux projets logiciels.
Cette licence est considérée comme permissive car elle accorde des droits étendus aux utilisateurs, tout en imposant relativement peu de restrictions. Elle permet notamment l'utilisation du code source dans des projets propriétaires, à condition de respecter certaines obligations comme la conservation des mentions de copyright. Cette licence n'est pas copyleft.
La licence Apache fait partie des licences open source les plus populaires, aux côtés de la licence MIT et de la GNU General Public License (GPL). Sa version actuelle, la licence Apache 2.0, a été publiée en 2004 et est approuvée par l'Open Source Initiative (OSI).

## Résumé et philosophie
Les caractéristiques majeures de la licence Apache sont, d'une part, d'autoriser la modification et la distribution du code sous toute forme (libre ou propriétaire, gratuit ou commercial) et, d'autre part, d'obliger le maintien du copyright lors de toute modification (et également du texte de la licence elle-même).

## Exemples
Parmi les exemples les plus connus, on trouve Apache HTTP Server, le serveur web populaire qui a donné son nom à la licence. D'autres projets majeurs de la fondation Apache utilisent cette licence comme Hadoop, un framework de traitement distribué big data, et Spark, un moteur d'analyse de données massives. Dans le domaine du développement mobile, Android utilise la licence Apache pour une grande partie de son code source. Le langage de programmation Kotlin, populaire pour le développement Android et web, et la bibliothèque de deep learning TensorFlow sont d'autres exemples notables de projets utilisant cette licence permissive.
Un exemple typique de réutilisation grâce à cette licence est le serveur web du même nom qui a été réutilisé comme base pour le développement d'un plugin du serveur applicatif WebSphere de chez IBM.

## Descriptif
LicenceUne copie de la licence doit être fournie avec le code source.
ModificationChaque fichier modifié doit clairement mentionner le fait qu'il a été modifié.
Marques et brevetsIl doit être fait mention de tous les brevets, marques déposées, copyright et note d'attribution, à l'exception de ceux qui ne concernent pas le code que vous distribuez.
NOTICESi le code source original contient un fichier NOTICE, il est obligatoire de faire figurer dans votre propre développement une version lisible de ce même fichier sous une des formes suivantes
- sous la forme d'un fichier texte NOTICE ;
- dans un écran généré (par l'application) ;
- dans la documentation du code source.

Le contenu de ce fichier doit être uniquement à titre informatif et ne doit en aucun cas modifier la licence.
Il est bien évidemment autorisé d'ajouter son propre copyright aux modifications ajoutées. Ces modifications peuvent être placées sous la même licence ou sous les termes d'une autre licence. Si aucune déclaration explicite n'est incluse, la licence Apache sera la licence régissant les modifications.
Cette licence ne donne pas le droit d'utiliser les marques déposées en dehors d'un usage raisonnable lors de la description des origines du logiciel.
Une version modifiée ne peut avoir le même nom que le logiciel original.
Le nom des auteurs/contributeurs ne peut être utilisé pour promouvoir un produit dérivé.